# Ghiacciaio Roscoe
Il ghiacciaio Roscoe è un ghiacciaio largo circa 9 km e lungo 22, situato nella Terra della Regina Maria, in Antartide. Il ghiacciaio fluisce verso nord a partire dall'Altopiano Antartico fino ad andare ad alimentare la piattaforma glaciale Shackleton, tra capo Moyes e punta Junction.

## Storia
Il ghiacciaio Roscoe fu avvistato nel marzo 1912 da F. Wild e altri membri della squadra occidentale della Spedizione Aurora, svoltasi dal 1911 al 1914 e comandata da Douglas Mawson, i quali però lo descrissero come una depressione. In seguito il ghiacciaio è stato riconosciuto come tale e mappato più dettagliatamente sulla base di fotografie aeree effettuate durante l'operazione Highjump, svoltasi nel 1946-47, e così battezzato dal Comitato consultivo dei nomi antartici in onore di John H. Roscoe, consigliere scientifico del Programma Antartico degli Stati Uniti d'America. Roscoe si occupò di fotogrammetria durante la suddetta Operazione Highjump e durante l'Operazione Windmill, svolta durante gli anni 1947-48.